# Warship Jolly Roger
 (février 2018).
Si vous disposez d'ouvrages ou d'articles de référence ou si vous connaissez des sites web de qualité traitant du thème abordé ici, merci de compléter l'article en donnant les références utiles à sa vérifiabilité et en les liant à la section « Notes et références ».
Warship Jolly Roger est une série de bande dessinée science-fiction belgo-espagnole créée par le dessinateur Miquel Montlló Ribó et par le scénariste Sylvain Runberg, éditée en album depuis mai 2014 par Dargaud.
Un groupe de quatre évadés de prison vont prendre le contrôle du vaisseau le plus puissant de l’armée confédérée et essayer de survivre dans l’espace confédéré alors qu’ils sont constamment traqués par l’armée et des chasseurs de primes.

## Description

### Synopsis
John Tiberius Munro était un officier très respecté d’une confédération qui regroupe toute l’humanité et qui, aujourd’hui est considéré comme un criminel de guerre par cette même confédération. Selon le gouvernement il a utilisé l’armement de son vaisseau, le Valkyrie pour détruire les places fortes rebelles qui utilisait des civils comme des boucliers humains  dans la capitale de la planète Egevs en 3848, et cela  sans en avoir reçu l’ordre. Il a été condamné à la prison à perpétuité sans pouvoir voir sa femme et ses enfants. Deux ans plus tard, les rebelles attaquèrent la prison ou était Munro en s’infiltrant parmi les gardes pour sauver leurs chefs.
Munro en profite pour s’échapper et s’enfuit de la prison avec trois autres personnes : Nikolail Kowalski, Alisa Rinaldi et un adolescent appelé Treize.

### Personnages
Jon Tiberius MonroeIl était un colonel de l’armée confédérée aux commandes du valkyrie, le croiseur le plus puissant de l’armée confédérée. En 3848 sur la planète Egevs, il a utilisé la puissance de feu du croiseur sur la capitale de la planète Mukana sur ordre du président Vexton ce qui tua plus de douze mille civils. Il se fera arrêter sur ordre du président pour haute trahison.
Nikolail KowalskiUn contrebandier qui œuvrait un peu partout dans la confédération.
Alisa RinaldiUne rebelle mécano stellaire ayant lutté avec les indépendantistes du système sept, capturée au combat.
TreizeUn jeune génie de la robotique, condamné à trente ans de prison pour le meurtre de ses deux parents. Personne n’a jamais su pourquoi il avait fait ça, vu qu’il n’a pas prononcé un mot depuis.

## Albums
- 1 Sans retour, Dargaud, mai 2014
Scénario : Sylvain Runberg - Dessin et couleurs : Miquel Montlló Ribó - (ISBN 978-2-505-01987-9)
- 2 Déflagrations, Dargaud, mai 2015
Scénario : Sylvain Runberg - Dessin : Miquel Montlló Ribó - Couleurs : Laura Moreno, Miquel Montlló Ribó et Marc Pérez - (ISBN 978-2-505-06347-6)
- 3 Revanche, Dargaud, septembre 2016
Scénario : Sylvain Runberg - Dessin : Miquel Montlló Ribó - Couleurs : Laura Moreno et Miquel Montlló Ribó - (ISBN 978-2-505-06455-8)
- 4 Dernières volontés, Dargaud, avril 2018
Scénario : Sylvain Runberg - Dessin : Miquel Montlló Ribó - (ISBN 978-2-5050-6949-2)